# Najdek (Hamry nad Sázavou)
Najdek (německy Neudek in Mähren) je část obce Hamry nad Sázavou v okrese Žďár nad Sázavou. Nachází se na severozápadě Hamrů nad Sázavou. V roce 2009 zde bylo evidováno 90 adres. V roce 2001 zde trvale žilo 243 obyvatel.
Najdek leží v katastrálním území Najdek na Moravě o rozloze 2,65 km2. V katastrálním území Najdek na Moravě leží i Šlakhamry. K. ú. Najdek na Moravě zasahuje v současné době i do Čech, neboť k němu byl, západně od zástavby zdejší Najdeku, v minulosti z katastrálního území Sázava u Žďáru nad Sázavou (součást obce Sázava) překatastrován i úzký pruh souše podél levého břehu Sázavy, který se nachází již na území Čech, zatímco historická zemská hranice Čech a Moravy prochází středem říčního koryta.

## Historický přehled
Původně moravské katastrální území Najdek na Moravě bylo až do 16. května 1954 pod názvem Najdek samostatnou obcí, která poté byla k 17. květnu 1954 výměrem ONV ve Žďáře z 1. dubna 1954 sloučena se sousední obcí Dolní Hamry v obec Hamry nad Sázavou.